# 里特贝格
里特贝格（德語：Rietberg，發音：[ˈʁiːtˌbɛʁk] ⓘ）是德国北莱茵-威斯特法伦州代特莫尔德行政区居特斯洛县的城市，面积110.31平方千米，2023年12月31日人口为30,461人。

## 友好城市
里特贝格与以下城市结为友好城市：
- 法國 里贝拉克（1983年）
- 波蘭 格沃古韦克（1999年）